# Todas las bestias de carga
Todas las bestias de carga (título original, en catalán: Totes les bèsties de càrrega) es una novela de Manuel de Pedrolo en que dibuja una distopía o una fábula moral: un mundo donde las personas son ahogadas por un sistema basado en la burocracia y la negación de los sentimientos.

## Argumento[1]
La novela muestra diferentes escenas en que un joven se enfrenta a un sistema burocrático e irracional para encontrar a su madre y después para unirse en la resistencia. Así, presencia una operación en un hospital, el trabajo de clasificación de los muertos, una conferencia, hace una visita a un prostíbulo y a un mercado, se esconde en el bosque y en un bloque de pisos; es detenido un par de veces, busca los papeles identificativos y lo fuerzan a participar en el ejército.

## Análisis
El narrador omnisciente nunca denomina a los personajes, que son simplemente un chico, una joven o un policía, para resaltar el carácter alegórico de la historia: puede ser cualquiera, puesto que la opresión ahoga a todas las personas. Por la fecha de escritura de la obra, se ha asimilado el régimen descrito al franquismo, que hunde la identidad del pueblo. En el relato, se alternan dos colectivos, sin que nada los diferencie a simple vista, a salvo del tratamiento: aquellos que adoptan el "tú" defienden el antiguo orden, más auténtico, mientras que los que usan el "vos" han cedido a la impersonalidad. Los catalanes cómplices con el nuevo régimen se pueden comparar con estos últimos.
Las escenas tienen un carácter cómico y grotesco, mezclado con violencia, que demuestra que el régimen es absurdo; todo se hace solo porque lo dice la norma, siempre secreta y cambiante; manda la burocracia y el deseo de anorrear un pueblo y no el sentido común. El tono es aparentemente fantástico porque lleva al extremo una situación posible. Se aprecia la influencia de Pere Calders y Rossinyol.
Cómo ya pasaba en Mecanoscrito del segundo origen, la esperanza rae en refundar la humanidad teniendo hijos con chicas que no hayan sucumbido al sistema (los opresores esterilizan a las rebeldes); por este motivo, el sexo es muy presente en todas las páginas.